# Philippe Pumain
Philippe Pumain (* 23. September 1962) ist ein französischer Architekt und Bauunternehmer, der zum Teil sehr renommierte, vornehmlich öffentliche, und umstrittene Bauprojekte betreut. Die unter seinem Namen firmierende Architekturgesellschaft im 5. Arrondissement wurde 1987 gegründet.

## Leben
Pumain ist Dozent an der Architekturschule in La Villette sowie in Paris-Malaquais. Zusätzlich unterrichtet er das Fach Design am Institut de la Culture de la Communication et du Management (ICCOM).
Zum 200. Jahrestag der Gründung des Musée Calvet in Avignon war zum Jahreswechsel 2011/12 eine Ausstellung mit dem Titel "Fastueuse Égypte" zu besichtigen, die unter der Leitung von Kurator Odile Cavalier und Philippe Pumain in der Funktion als Architekt-Museograph stand. Die Kenntnisse im ägyptologischen Umfeld konnte er bereits bei Renovierungsarbeiten am Kino Le Louxor in Paris einsetzen, deren Außenarbeiten 2011 bereits abgeschlossen wurden.
Er selbst sieht die Wurzeln seiner Arbeit bei seinen Kollegen Aldo Rossi sowie bei seinen Landsmann Auguste Perret, Tony Garnier und Fernand Pouillon und deren Umsetzung eines „Poetischen Rationalismus“. Auf der Suche nach Reinheit typologischer Hinweise von Materialien erzeugt eine Architektur nach Pumains Verständnis sowohl dezente als auch ausdrucksstarke, mal strenge, dann bunte Akzente, die den Gebrauchswert und das Eigentum leicht verständlich machen.

## Werke (Auswahl)
- Grundsanierung des Kinos Le Louxor
- École Maternelle Ménilmontant, Paris mit 5900 m2 umbauter Fläche und einem Budget von über 10 Mio. Euro[6]
- Théâtre du Rond-Point, Paris mit 4100 m2 umbauter Fläche und einem Budget von über 4 Mio. Euro[7]
- Planung eines Cavallerie-Museums im Musée des Blindés in Saumur